# Пало-Пинто (Техас)
Пало-Пинто (англ. Palo Pinto) — невключённая община и статистически обособленная местность в США, расположенная в северной части штата Техас, административный центр одноимённого округа. По данным переписи за 2010 год число жителей составляло 333 человека, по оценке Бюро переписи США в 2016 году в городе проживало 225 человек.

## История
Первые поселенцы в районе нынешнего города появились в 1855 году, привлечённые плодородными землями в долине реки Бразос. 27 августа 1856 года актом легислатуры был создан округ Пало-Пинто. Было решено, что административным округом станет новый город Голконда. В 1857 году было построено первое здание суда округа, в 1858 году построена тюрьма. В марте 1858 у нового города появилось почтовое отделение. В том же году, поселение изменило название на Пало-Пинто.
В 1858 году была открыта первая школа. Другие заведения в городе включали в себя отель, юридическую фирму и несколько салунов. В 1876 году начался выпуск первой газеты округа Palo Pinto County Star. Через город проходил дилижансовый маршрут Форт-Гриффин — Уэтерфорд. Несмотря на то, что город был единственным в округе, в 1880 году железная дорога Texas and Pacific Railway была проведена мимо него.

## География
Пало-Пинто находится в центральной части округа, его координаты: 32°46′25″ с. ш. 98°18′07″ з. д..
Согласно данным бюро переписи США, площадь города составляет около 2,2 км2, практически полностью занятых сушей.

### Климат
Согласно классификации климатов Кёппена, в Пало-Пинто преобладает влажный субтропический климат (Cfa).
| Показатель                    | Янв.  | Фев.  | Март  | Апр. | Май  | Июнь | Июль | Авг. | Сен. | Окт. | Нояб. | Дек.  |
| ----------------------------- | ----- | ----- | ----- | ---- | ---- | ---- | ---- | ---- | ---- | ---- | ----- | ----- |
| Абсолютный максимум, °C       | 32,8  | 36,1  | 36,7  | 38,9 | 41,1 | 45,6 | 44,4 | 43,3 | 43,9 | 40   | 33,9  | 32,2  |
| Средний суточный максимум, °C | 14    | 18    | 22    | 27   | 30   | 34   | 36   | 36   | 32   | 27   | 20    | 16    |
| Средний суточный минимум, °C  | 1     | 3     | 8     | 12   | 17   | 21   | 22   | 22   | 18   | 13   | 7     | 2     |
| Абсолютный минимум, °C        | −15,6 | −16,1 | −11,1 | −2,2 | 3,9  | 10,6 | 14,4 | 8,3  | 4,4  | −5   | −11,1 | −22,2 |
| Норма осадков, мм             | 36    | 51    | 68    | 70   | 117  | 83   | 57   | 59   | 71   | 97   | 55    | 44    |
| Источник: intellicast.com     |       |       |       |      |      |      |      |      |      |      |       |       |

## Население
Согласно переписи населения 2010 года в городе проживало 333 человека, было 92 домохозяйства и 62 семьи. Расовый состав города: 86,8 % — белые, 3,6 % — афроамериканцы, 0,0 % — коренные жители США, 0,0 % — азиаты, 0,0 % (0 человек) — жители Гавайев или Океании, 8,1 % — другие расы, 1,5 % — две и более расы. Число испаноязычных жителей любых рас составило 13,8 %.
Из 92 домохозяйств, в 30,4 % живут дети младше 18 лет. 56,5 % домохозяйств представляли собой совместно проживающие супружеские пары (22,8 % с детьми младше 18 лет), в 4,3 % домохозяйств женщины проживали без мужей, в 6,5 % домохозяйств мужчины проживали без жён, 32,6 % домохозяйств не являлись семьями. В 28,3 % домохозяйств проживал только один человек, 13,1 % составляли одинокие пожилые люди (старше 65 лет). Средний размер домохозяйства составлял 2,57. Средний размер семьи — 3,16 человека.
Население города по возрастному диапазону распределилось следующим образом: 24,6 % — жители младше 20 лет, 35,7 % находятся в возрасте от 20 до 39, 29,4 % — от 40 до 64, 10,2 % — 65 лет и старше. Средний возраст составляет 33,4 года.
Согласно данным опросов пяти лет с 2012 по 2016 годы, средний доход домохозяйства в Пало-Пинто составляет 33 750 долларов США в год, средний доход семьи — 34 063 доллара. Доход на душу населения в городе составляет 16 973 доллара. Около 9,1 % населения находится за чертой бедности.

## Инфраструктура и транспорт
Основной автомагистралью, проходящей через Пало-Пинто, является автомагистраль 180 США, которая идёт с востока от Форт-Уэрта на запад к городу Брекенридж.
Ближайшими аэропортами, выполняющими коммерческие рейсы, являются Даллас/Форт-Уэрт и Даллас/Лав-Филд. Аэропорты находятся примерно в 140 и 155 километрах к востоку от Пало-Пинто.

## Образование
Город обслуживается двумя школьными округами. Независимый школьный округ Пало-Пинто предоставляет обучение до седьмого класса. С седьмого класса и старше, ученики посещают школы независимого округа Минерал-Уэлс.

## Отдых и развлечения
В городе проводится ежегодный фестиваль поселенцев.
Рядом с городом расположено водохранилище Пало-Пинто, популярное место рыбалки.